# 전대
전대(戰隊, 영어: Squadron)는 군사 조직에서 부대 편제 단위 중 하나이다. 이 단위는 각 나라와 군종마다 정의와 편제 규모가 다르다. 지휘관은 주로 대령이 보임된다.

## 정의

### 육군
육군에서 전대는 역사적으로 기병의 중대에 해당하였다. 현대에도 이 용어는 기병에서 시작한 부대에서 여전히 쓰이고 있으며, 전차나 헬리콥터를 장비한 부대에서도 쓰인다.

### 항공대/공군
항공대와 공군에서 전대는 군용기 12~24기에 3~4개 비행중대(flights)로 편성되며, 군용기의 종류와 공군 혹은 육군, 해군 항공대에 따라 달라진다.

## 대한민국
대한민국 해군에서 둘 이상의 함정과 해군 항공대로 이루어지는 전단의 예속 부대이다.
대한민국 공군에서 전대는 비행단보다는 작고 비행대대보다는 크다.

## 미국
미국 공군의 경우, 부대는 3~5개 비행대대로 이루어진다.

## 같이 보기
- 비행단
- 비행대대